# Salvador az 1996. évi nyári olimpiai játékokon
Salvador az egyesült államokbeli Atlantában megrendezett 1996. évi nyári olimpiai játékok egyik részt vevő nemzete volt. Az országot az olimpián 5 sportágban 8 sportoló képviselte, akik érmet nem szereztek.

## Atlétika
Férfi
| Versenyző     | Versenyszám | Előfutam | Előfutam | Előfutam | Negyeddöntő | Negyeddöntő | Negyeddöntő | Elődöntő | Elődöntő | Elődöntő | Döntő   | Döntő    |
| Versenyző     | Versenyszám | Idő      | Hely.    | Össz.    | Idő         | Hely.       | Össz.       | Idő      | Hely.    | Össz.    | Idő     | Helyezés |
| ------------- | ----------- | -------- | -------- | -------- | ----------- | ----------- | ----------- | -------- | -------- | -------- | ------- | -------- |
| Rubén Benítez | 100 m       | 10,74    | 6.       | 80.*     | kiesett     | kiesett     | kiesett     | kiesett  | kiesett  | kiesett  | kiesett | kiesett  |

Női
| Versenyző    | Versenyszám | Előfutam | Előfutam | Előfutam | Negyeddöntő | Negyeddöntő | Negyeddöntő | Elődöntő | Elődöntő | Elődöntő | Döntő   | Döntő    |
| Versenyző    | Versenyszám | Idő      | Hely.    | Össz.    | Idő         | Hely.       | Össz.       | Idő      | Hely.    | Össz.    | Idő     | Helyezés |
| ------------ | ----------- | -------- | -------- | -------- | ----------- | ----------- | ----------- | -------- | -------- | -------- | ------- | -------- |
| Arely Franco | 400 m       | 1:01,38  | 7.       | 47.      | kiesett     | kiesett     | kiesett     | kiesett  | kiesett  | kiesett  | kiesett | kiesett  |

* - egy másik versenyzővel azonos eredményt ért el

## Cselgáncs
Férfi
| Versenyző      | Versenyszám | Selejtező             | 32-es főtábla              | Nyolcaddöntő      | Negyeddöntő       | Elődöntő          | Vigaszág első kör | Vigaszág negyeddöntő | Vigaszág elődöntő | Bronz- mérkőzés   | Döntő             | Helyezés |
| Versenyző      | Versenyszám | Ellenfél Eredmény     | Ellenfél Eredmény          | Ellenfél Eredmény | Ellenfél Eredmény | Ellenfél Eredmény | Ellenfél Eredmény | Ellenfél Eredmény    | Ellenfél Eredmény | Ellenfél Eredmény | Ellenfél Eredmény | Helyezés |
| -------------- | ----------- | --------------------- | -------------------------- | ----------------- | ----------------- | ----------------- | ----------------- | -------------------- | ----------------- | ----------------- | ----------------- | -------- |
| Carlos Ramírez | Harmatsúly  | Pasi Laurén (FIN) · V | kiesett                    | kiesett           | kiesett           | kiesett           |                   |                      |                   |                   |                   | 34.      |
| Juan Vargas    | Könnyűsúly  | erőnyerő              | Száleh es-Sarráh (KUW) · V | kiesett           | kiesett           | kiesett           |                   |                      |                   |                   |                   | 21.      |

## Kerékpározás

### Országúti kerékpározás
Pontversenyek
| Név           | Versenyszám     | Pont | Körhátrány | Helyezés |
| ------------- | --------------- | ---- | ---------- | -------- |
| Maureen Kaila | Női pontverseny | 11   | 0          | 5.       |

### Pálya-kerékpározás
Női
| Versenyző     | Versenyszám   | Idő           | Helyezés      |
| ------------- | ------------- | ------------- | ------------- |
| Maureen Kaila | Mezőnyverseny | nem ért célba | nem ért célba |

## Súlyemelés
| Versenyző         | Versenyszám | Szakítás | Szakítás | Lökés    | Lökés    | Összesen | Helyezés |
| Versenyző         | Versenyszám | Eredmény | Helyezés | Eredmény | Helyezés | Összesen | Helyezés |
| ----------------- | ----------- | -------- | -------- | -------- | -------- | -------- | -------- |
| Francisco Cáceres | 64 kg       | 115,0    | 29.*     | 145,0    | 29.*     | 260,0    | 31.      |

* - másik versenyzővel azonos eredményt ért el

## Úszás
Férfi
| Versenyző         | Versenyszám    | Előfutam | Előfutam | Előfutam | Döntő   | Döntő   | Döntő   | Helyezés |
| Versenyző         | Versenyszám    | Idő      | Hely.    | Össz.    | Típus   | Idő     | Hely.   | Helyezés |
| ----------------- | -------------- | -------- | -------- | -------- | ------- | ------- | ------- | -------- |
| Francisco Suriano | 100 m mell     | 1:05,82  | 6.       | 37.      | kiesett | kiesett | kiesett | kiesett  |
| Francisco Suriano | 200 m mell     | 2:25,57  | 2.       | 33.      | kiesett | kiesett | kiesett | kiesett  |
| Rubén Piñeda      | 100 m pillangó | 56,01    | 1.       | 37.      | kiesett | kiesett | kiesett | kiesett  |